# Lísčí
Lísčí je městský přírodní park v Třebíči na Jejkově. Rozkládá se na severním svahu Radostína nad pravým břehem řeky Jihlavy na ploše asi 5 ha.

## Historie a popis
Park byl vybudován činností třebíčského okrašlovacího spolku v letech 1891–1896 na radostínských stráních nad řekou Jihlavou, na západě plynule přecházející do staršího parku Máchových sadů. Před druhou světovou válkou měla východní část parku status městské přírodní rezervace. Jejím zbytkem jsou ojedinělé výskyty sasanky hajní, ladoňky dvoulisté, hluchavky žluté, kopytníku evropského, kostivalu hlíznatného, zimolezu pýřitého a dalších; z dřevin se zde vyskytují střemcha, brslen bradavičnatý, řešetlák počistivý a další. Větší část parku však byla dřevinami osázena lidmi: smrčiny za Chmelovou ulicí, lípy za fotbalovým stadionem, akátové porosty kolem horní parkové cesty a pravděpodobně řada vrb podél řeky a ve stržích pod vyhlídkou a pod altánkem. V polovině 90. let bylo provedeno ozdravování porostu.
Do 90. let 20. století se pro Lísčí užíval název Radostínské sady. Jako pojmenování se vyskytuje též název Liščí nebo Liští, zkomolenina původního názvu Lísčí. Úřední název je odvozen od faktu, že převažující dřevinou parku je líska obecná.
V druhé polovině 20. století park pustl podobně jako blízký park Lorenzovy sady. Při dílčí obnově parku došlo v polovině 80. let 20. století k tragickému úmrtí dělníka. Obnova byla na dalších deset let přerušena. Dalším zásahem do prostoru parku bylo budování ulice Sportovní – přeložky silnice č. I/23 koncem 80. let 20. století. Park byl obnoven ku příležitosti stého výročí svého založení v letech 1994–1996; informační systém byl vytvořen z pomoci amerických Mírových sborů. Původní secesní altán byl opraven, avšak již v podstatně zjednodušené podobě, a to vzhledem k omezenému množství peněz.